# 大穆格尔
大穆格尔是奥地利下奥地利州科尔新堡县的一个市镇。总面积64.49平方公里，总人口1545人，人口密度24.0人/平方公里（2005年）。